# Rodrigo Bruno
Rodrigo Alejandro Bruno (Villa María, 15 maggio 1987) è un rugbista a 15 argentino, principalmente di ruolo terza linea centro ed internazionale per l'Argentina.

## Biografia
Nato in provincia di Córdoba, si formò nel club della sua città, il Jockey Club de Villa María, per poi giocare in Sudafrica la Vodacom Cup con il club federale argentino dei Pampas XV.
Tornato in patria, prima al Club Atletico del Rosario, poi di nuovo al JC Villa María, fu inattivo quasi due anni per motivi sia disciplinari che fisici e nel 2018 fu ingaggiato in Italia dalla S.S. Lazio per una stagione.
Al termine della stagione romana è tornato in Argentina al JC Villa María.
Esordiente per l'Argentina nel Sudamericano 2009, disputò sei incontri sui sette totali nei Pumas in tre edizioni del torneo continentale, tutte vinte; l'unico test match, la sua più recente convocazione internazionale, fu nel 2012 a Córdoba contro la Francia.

## Palmarès
- Campionati sudamericani: 2
Argentina: 2010, 2012